# Sofia Cantore
Sofia Cantore (Lecco, 30 september 1999) is een voetbalspeelster uit Italië. Ze speelt als aanvaller voor Washington Spirit in de NWSL.

## Clubcarrière
Cantore begon haar carrière bij ASD Fiammonza 1970 waarmee ze in het seizoen 2016/17 naar de Serie B promoveerde.
In augustus 2017 maakte Cantore de overstap naar Juventus. Op 12 maart 2018 wist Cantore haar eerste goal te maken voor Juventus in het uitduel tegen SSD Hellas Verona. Op 9 juni 2018 liep Cantore een zware knieblessure op waardoor ze dat seizoen en het seizoen 2018/19 geen minuut zou voetballen.
In juli 2019 verhuurde Juventus Cantore aan Hellas Verona waarvoor ze drie goals in 14 wedstrijden maakte.  Het seizoen daarop werd Cantore verhuurd aan Florentia uit San Gimignano,  waarvoor ze 9 keer scoorde in 22 wedstrijden. Het seizoen daaropvolgend kwam Cantore op huurbasis uit voor US Sassuolo. Deze periode werd vervroegd beëindigd door een gebroken scheenbeen. Vanaf 2022 maakte Cantore haar minuten weer voor Juventus waarmee ze een tweede plaats wist te behalen in het seizoen 2022/2023. In het seizoen 2024/25 werd Cantore met Juventus FC landskampioen van de Serie A.
Op 17 juni 2025 maakte Cantore de overstap naar het Amerikaanse Washington Spirit. Ze was de eerste Italiaanse vrouw die een contract tekende in de NWSL.

## Statistieken
| Seizoen   | Club               | Land   | Competitie | Wedstrijden | Doelpunten |
| --------- | ------------------ | ------ | ---------- | ----------- | ---------- |
| 2015-2017 | Fiammonza          | Italië | Serie C    |             |            |
| 2019/20   | SSD Hellas Verona  | Italië | Serie A    | 14          | 3          |
| 2020/21   | Florentia          | Italië | Serie A    | 22          | 9          |
| 2021/22   | US Sassuolo Calcio | Italië | Serie A    | 14          | 8          |
| 2017/18   | Juventus           | Italië | Serie A    | 21          | 4          |
| 2022/23   | Juventus           | Italië | Serie A    | 25          | 7          |
| 2023/24   | Juventus           | Italië | Serie A    | 20          | 4          |
| 2024/25   | Juventus           | Italië | Serie A    | 25          | 11         |
| Totaal    | Totaal             | Totaal | Totaal     | 118         | 46         |

Laatste update: 18 juni 2025

## Interlandcarrière
Cantore maakte haar debuut voor het Italiaans nationale team op 1 december 2020 in een 0-0 gelijkspel tegen Denemarken. Haar eerste interlandgoal volgde op 19 februari 2023 in een duel tegen Engeland op de Arnold Clark Cup.
Cantore werd geselecteerd voor het Wereldkampioenschap voetbal vrouwen 2023. Met Italië werd ze uitgeschakeld in de groepsfase.